# Fontaine d'Ourdis-Cotdoussan
 (juin 2025).
La fontaine d'Ourdis-Cotdoussan est une fontaine située dans la commune d'Ourdis-Cotdoussan, département français des Hautes-Pyrénées.

## Localisation
La fontaine est située sur la route du Moulin entre les hameaux d'Ourdis et de Cotdoussan juste avant l'église Saint-Jacques.

## Description
La source abondante permet d'alimenter plusieurs dispositifs à la disposition de la communauté : fontaine, abreuvoirs, et "laytés" : placards maçonnés et fermés d'une porte, creusés dans le talus afin de conserver les produits laitiers.
La vasque hémisphérique placée en partie supérieure est un élément de remploi de mobilier liturgique : vasque de bénitier ou plus vraisemblablement de fonts baptismaux. Cet élément, datable de la fin de l'époque romane (XIIe siècle XIIIe siècle) doit provenir de l'église du village.

## Historique
La dîme de la terre des Artigaous, en bordure de laquelle la fontaine est bâtie, a été donnée en 1233 à l'église de Cotdoussan par l'évêque de Tarbes. L'ensemble a été restauré dans les années 1990-2000.

## Galerie d'images

Sélection de vues de la fontaine.
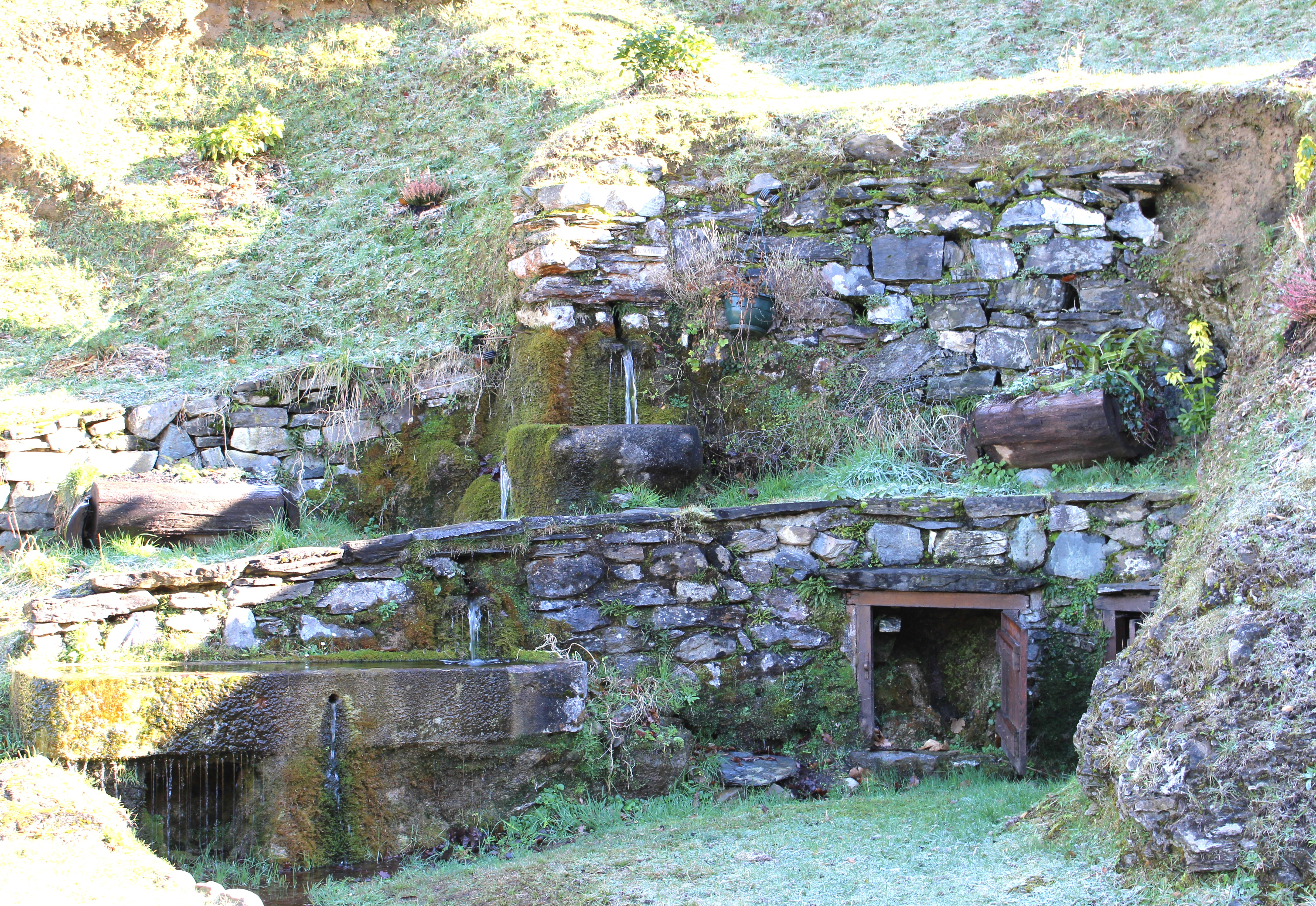
Les laytés.
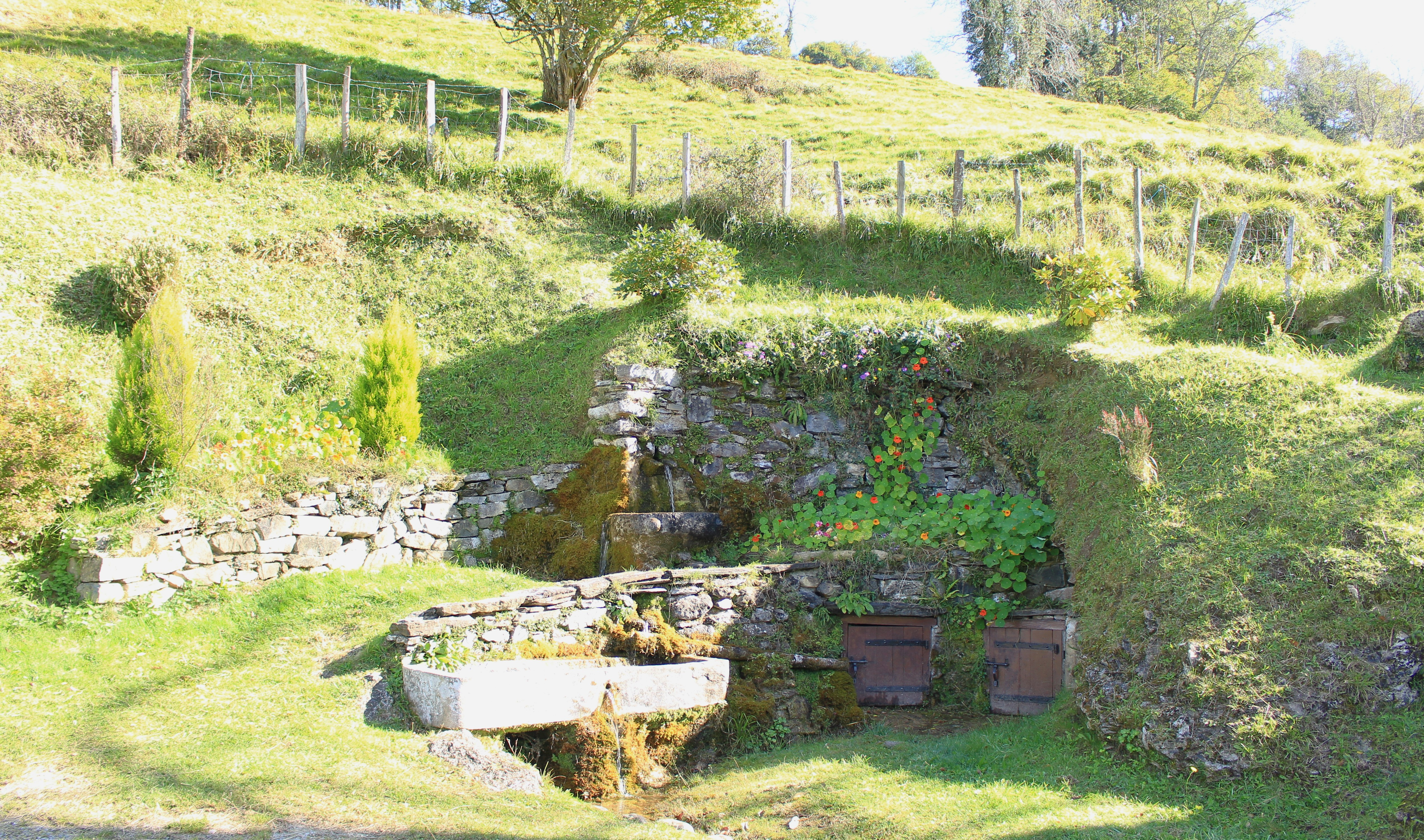
Les bassins.